# Stane o’ Quoybune

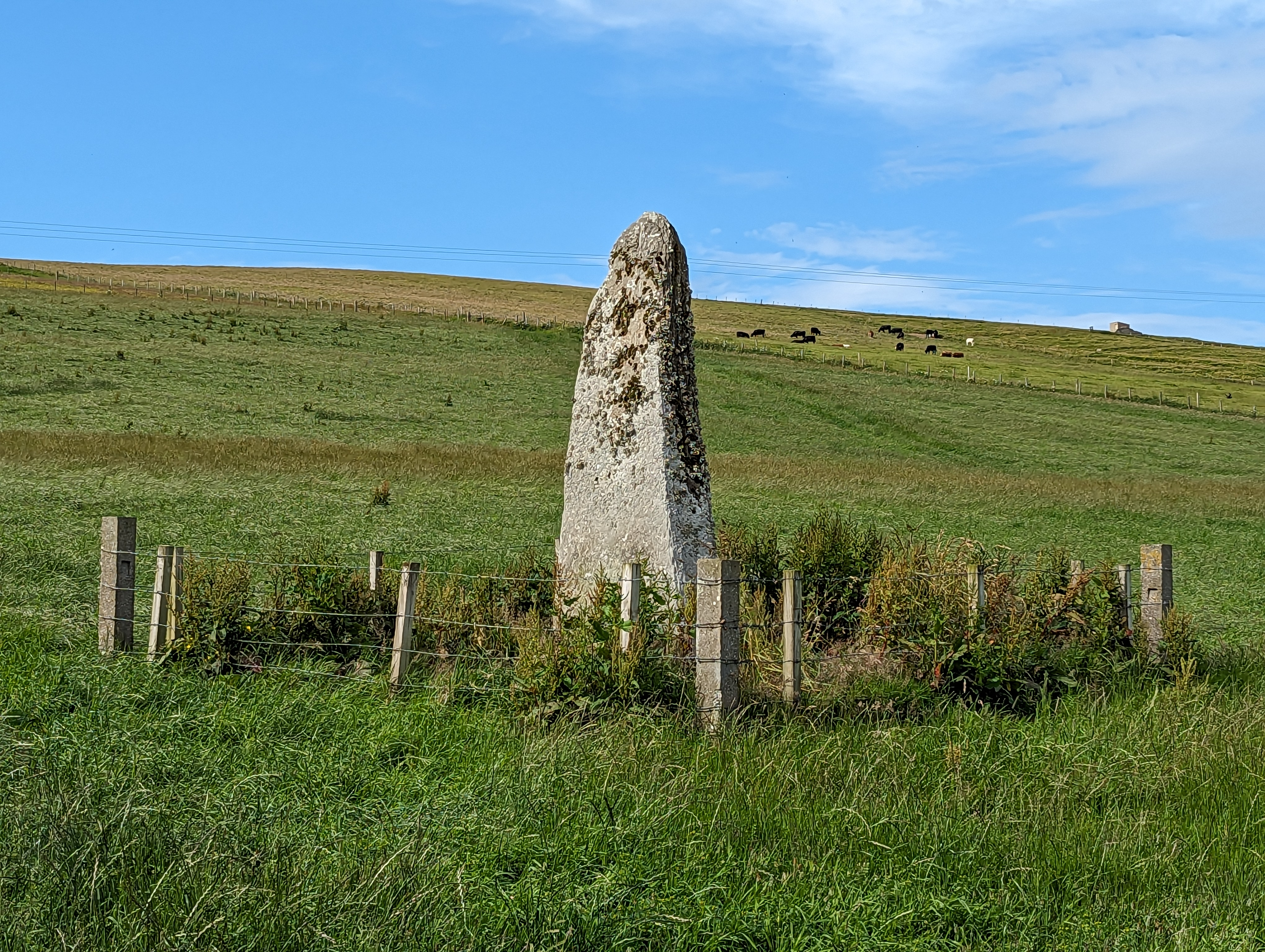
Stane o’ Quoybune

Der Stane o’ Quoybune (auch Wheebin Standing stone) ist ein Menhir (englisch Standing Stone) der auf einem Feld westlich der A967, in der Nähe des Loch of Boardhouse, zwischen den Orten Twatt und Birsay auf Mainland der Hauptinsel der Orkney in Schottland steht.
Der sehr schlanke Stane o’ Quoybune ist mit fast vier Metern Höhe einer der höchsten und bemerkenswertesten Monolithe auf Orkney. Es stammt aus dem zweiten Jahrtausend v. Chr. und gehört zu einer Reihe von Orkney Menhiren, denen das Folkloremotiv des „versteinerten Riesen“ anhängt.

## Legende
Gemäß der Legende ist es ein erstarrter Riese, der wie der Yetnasteen auf Rousay nur zum Jahreswechsel zum Leben erwacht. Er geht zum Loch herunter, um zu trinken, muss aber vor der Morgendämmerung am Neujahrstag zurück an seinem Platz sein. Jemand, der ihn dabei sieht, wird nicht lange genug leben, um das nächste Neujahr zu feiern.